# Kantabrien
Kantabrien eller Cantabrien er en provins og en autonom region i det nordlige Spanien. Regionen består kun af den ene provins Cantabrien. Regionen grænser i øst til Baskerlandet, i syd til Castilien og Leon og i vest til Asturias. Mod nord grænser den til Atlanterhavet (Biscayabugten). Hovedstaden i provinsen er byen Santander. Regionen dækker et areal på 5.321 km², og havde 568.091 indbyggere i 2006.